# Albert Sayajov
Albert Sayajov –en ruso, Альберт Саяхов– (17 de enero de 1991) es un deportista ruso que compitió en halterofilia. Ganó una medalla de bronce en el Campeonato Europeo de Halterofilia de 2013, en la categoría de 85 kg.

## Palmarés internacional
| Campeonato Europeo | Campeonato Europeo | Campeonato Europeo | Campeonato Europeo |
| Año                | Lugar              | Medalla            | Categoría          |
| ------------------ | ------------------ | ------------------ | ------------------ |
| 2013               | Tirana (Albania)   | Medalla de bronce  | 85 kg              |